# Ortrand
Ortrand est une ville de l'Oberspreewald-Lausitz dans la région de Brandebourg.
La première mention de cette cité remonte à Henri III l'Illustre à l'époque de la Marche de Misnie sous le nom d'oppidum Ortrant.

Localisation d'Ortrand dans l'Oberspreewald-Lausitz.

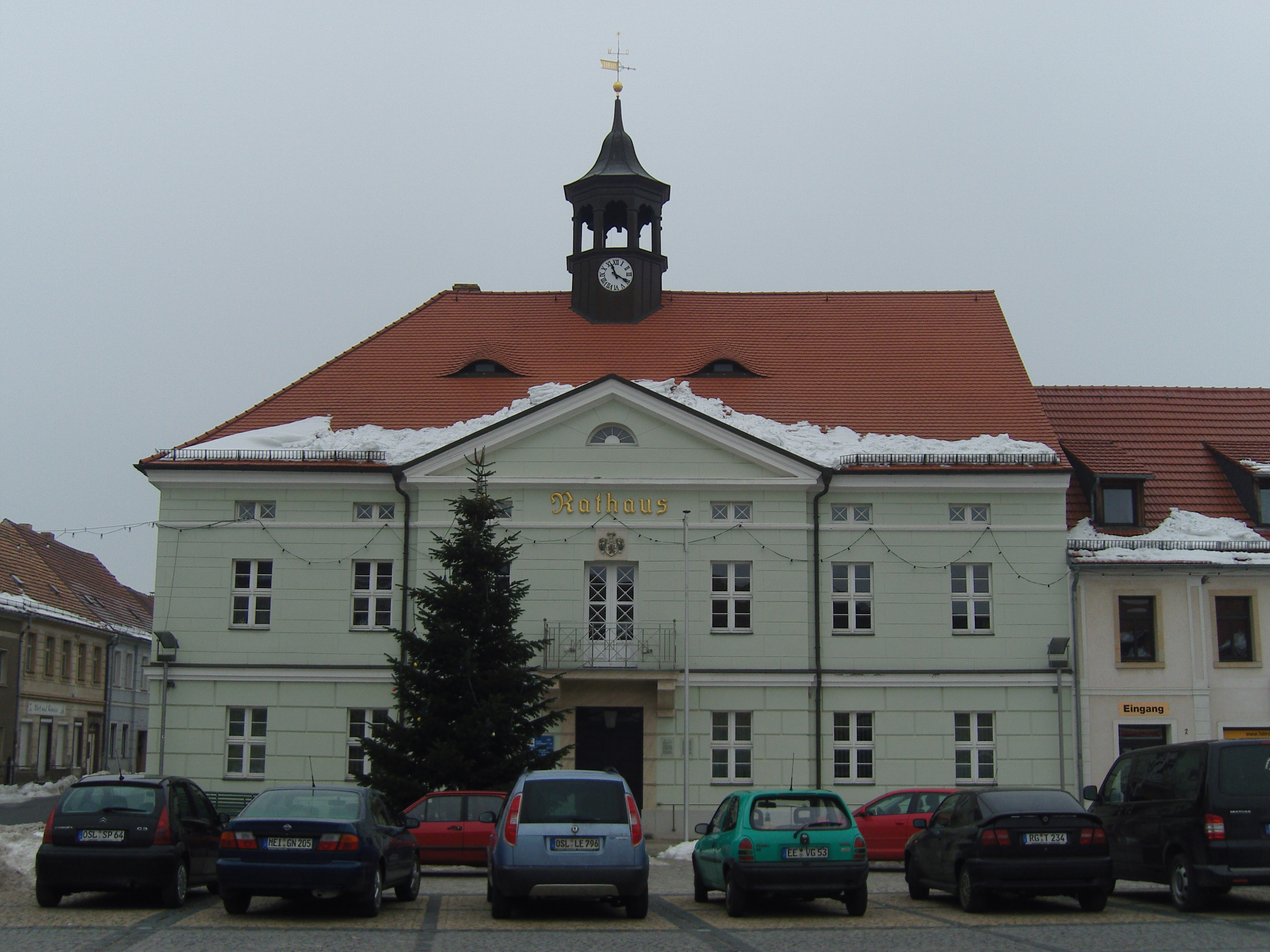
Mairie d'Ortrand

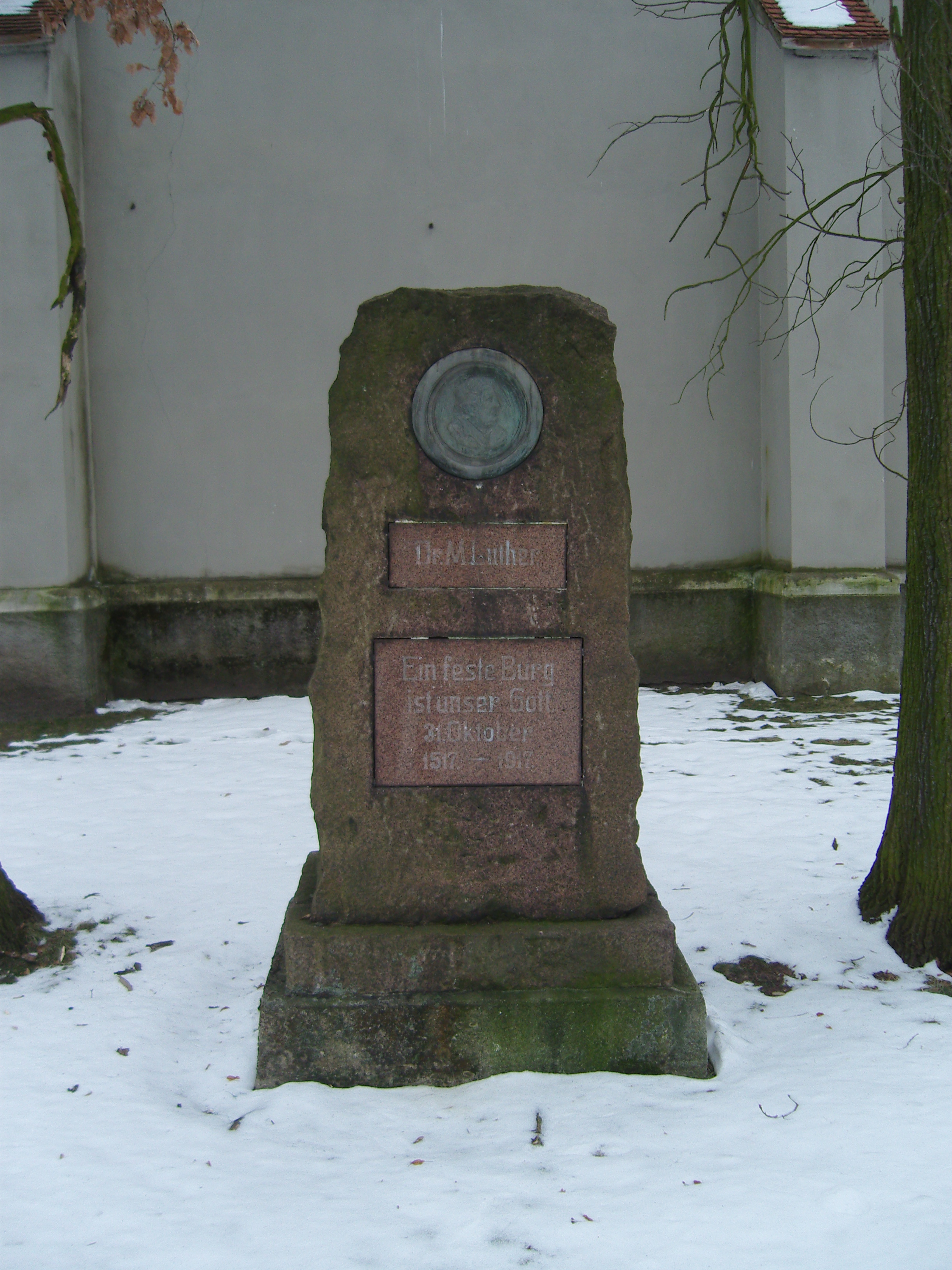
Mémorial à Martin Luther, en arrière de l'église Sainte-Barbara d'Ortrand.

## Démographie
| Année | Population |
| ----- | ---------- |
| 1875  | 1 739      |
| 1890  | 1 793      |
| 1910  | 2 054      |
| 1925  | 2 288      |
| 1933  | 2 416      |
| 1939  | 2 574      |
| 1946  | 3 268      |
| 1950  | 3 259      |
| 1964  | 3 143      |
| 1971  | 3 152      |

| Année | Population |
| ----- | ---------- |
| 1981  | 3 049      |
| 1985  | 3 070      |
| 1989  | 2 946      |
| 1990  | 2 839      |
| 1991  | 2 846      |
| 1992  | 2 802      |
| 1993  | 2 776      |
| 1994  | 2 744      |
| 1995  | 2 739      |
| 1996  | 2 740      |

| Année | Population |
| ----- | ---------- |
| 1997  | 2 721      |
| 1998  | 2 716      |
| 1999  | 2 680      |
| 2000  | 2 634      |
| 2001  | 2 601      |
| 2002  | 2 570      |
| 2003  | 2 539      |
| 2004  | 2 544      |
| 2005  | 2 504      |
| 2006  | 2 430      |

| Année | Population |
| ----- | ---------- |
| 2007  | 2 370      |
| 2008  | 2 316      |
| 2009  | 2 295      |
| 2010  | 2 265      |
| 2011  | 2 257      |
| 2012  | 2 213      |
| 2013  | 2 196      |

## Personnalités liées à la ville
- Lutz Hesslich (1959-), coureur cycliste né à Ortrand.
- Gloria Siebert (1964-), athlète née à Ortrand.